# Fócida
Fócida o Fócide (en griego antiguo: Φωκίς, Phokís; en griego: Φωκίδα, Fokída) es una región de la Grecia Central que se corresponde con una región histórica de la Antigua Grecia que incluía la ciudad de Delfos y que se situaba entre la Lócrida, la Dórida y la Beocia.
Actualmente forma en su mayor parte la homónima unidad periférica de Fócida, aunque esta es sustancialmente mayor ya que incluye parte de las históricas Lócrida y Dórida.

## Historia

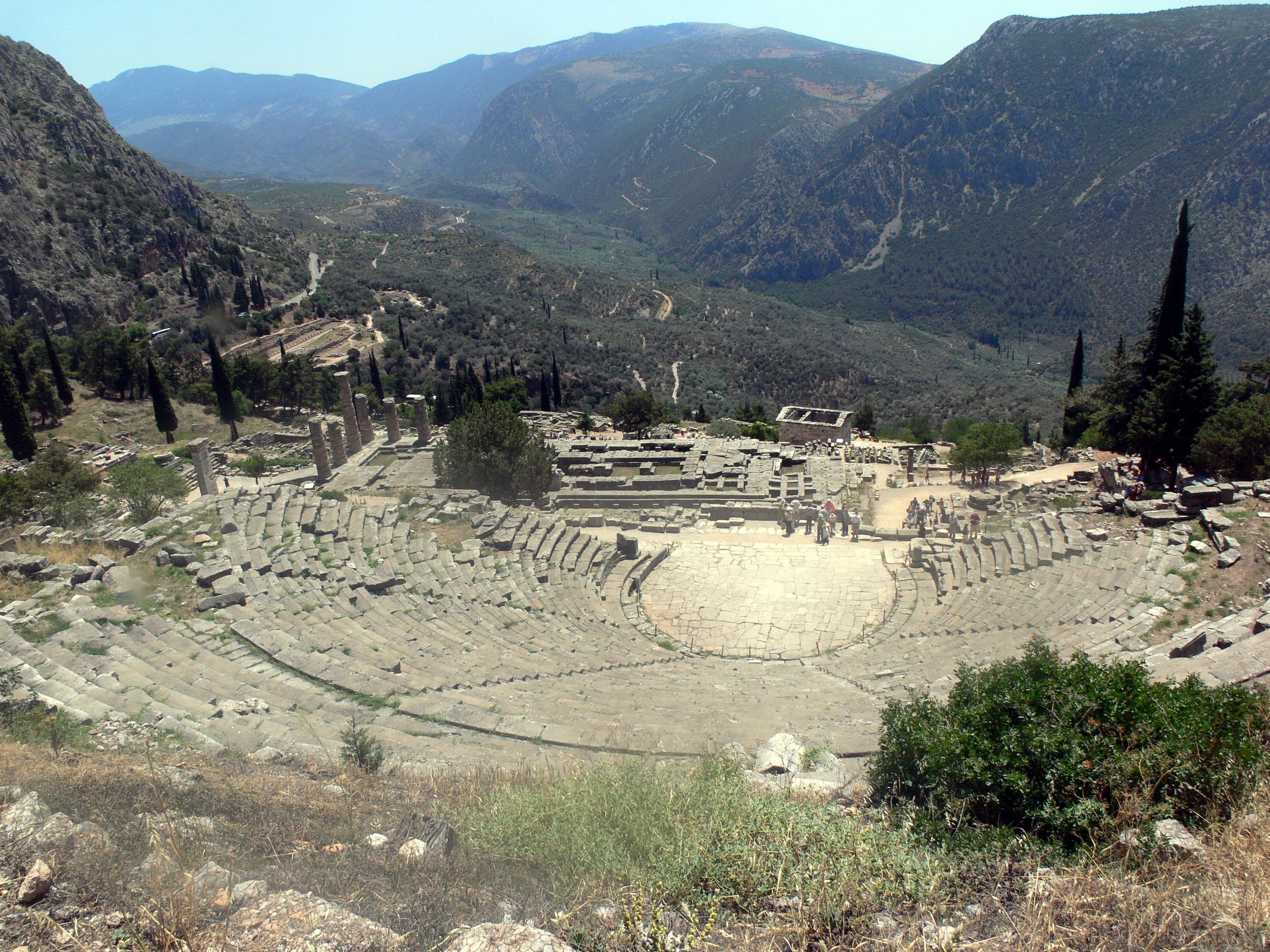
Ruinas del antiguo teatro de Delfos

En su territorio se hallaba Delfos, por lo que tuvo problemas con otros pueblos, con los anfictiones del santuario. Cedieron el control del santuario a los tesalios a principios del siglo VI a. C. cuando fueron derrotados en la primera guerra sagrada por la Liga Tesalia apoyada por Antigua Atenas y Sición. 
En la época de la tiranía de Hipias, los focenses ayudados por los beocios expulsaron a los tesalios más allá de las Termópilas y recuperaron el control del oráculo.
La historia inicial de Fócida sigue siendo una etapa absolutamente insondable. En un principio los focenses se unieron a los griegos en la defensa nacional de su territorio durante la invasión persa del 480 a. C., pero perdieron esa posición helénica debido a su conducta fluctuante en la batalla de las Termópilas. Posteriormente se aliaron a las fuerzas persas de Mardonio en la batalla de Platea (479 a. C.). 
Los de Fócida intentaron aumentar sus influencias marítimas en el Cefiso dorio. Hacia el 457 a. C. lucharon contra la Dórida, pero esta política expansionista fue frenada por Esparta, que obligó a los focenses a la restitución de sus conquistas.
La victoria ateniense en Enofita (457 a. C.), un freno al dominio espartano en Grecia Central, la ocupación de Fócida y la expedición ateniense contra Tesalia indican la voluntad ateniense de controlar la anfictionía délfica.
En el año 448 a. C. emprendieron una acción bélica similar contra Delfos que resultó frustrada gracias a una nueva intervención de Esparta. Se apoderaron otra vez del santuario del oráculo de Delfos con la ayuda de los atenienses con quienes se habían aliado en el 454 a. C. Después de la derrota ateniense de Coronea del 447 a. C., los focenses se inclinaron por Esparta. Durante la guerra del Peloponeso (431-404 a. C.), Fócida fue nominalmente un aliado dependiente de Esparta y a esas alturas había perdido todo control sobre Delfos.

### ElsigloIVa.C.
Fócida fue puesta en peligro constantemente por sus vecinos beocios en el siglo IV a. C. Después de ayudar a los espartanos a invadir Beocia durante la guerra de Corinto, los focenses se situaron estratégicamente en posiciones defensivas. 
En el 380 a. C. recibieron ayuda de Esparta, pero más tarde fueron obligados a someterse a la creciente dominación de Tebas. 
En 356 a. C., los focidios tentados de saquear los tesoros de Delfos, se decidieron a «tomarlos en préstamo», apoyados por los espartanos. A los sacrílegos se enfrentó la anfictionía de Delfos, dirigida por Tebas y apoyada por locros y tesalios, e intervino el rey Filipo II de Macedonia.
Tropas focidias reconquistaron Delfos en el 349 a. C. al mando de los generales Filomelo y Onomarco, con las riquezas obtenidas organizaron un ejército mercenario. Con la ayuda de esas tropas, la Liga Focea emprendió entonces una guerra contra Beocia y Tesalia, pero fueron expulsados de esta última región por Filipo II de Macedonia. Lograron mantenerse en Delfos durante diez años hasta que el agotamiento de los tesoros del templo y la traición de sus gobernantes los colocaron a merced de Filipo.

### Época helenística y romana
Durante el siglo III a. C., Fócida estuvo en poder de Macedonia y de la Liga Etolia, a la que fue anexada definitivamente en el año 196 a. C. Bajo dominio de la República romana, Augusto, primero, disolvió esta unión, pero luego restableció la liga nacional por razones estratégicas, y también restauró los votos de Fócida en la Anfictionía délfica que había perdido en el 346 a. C.
Trajano fue el último emperador romano que otorgó cierta importancia a esta región helénica.